# Ancylopus pictus pictus
Ancylopus pictus pictus es una subespecie de coleóptero de la familia Endomychidae.

## Distribución geográfica
Habita en Java, Borneo y Sarawak.